# خانه‌به‌دوش‌ها (فیلم ۱۹۸۶)
خانه‌به‌دوش‌ها (انگلیسی: Nomads) فیلم در سبک ترسناک به کارگردانی جان مک‌تیرنان است که در سال ۱۹۸۶ منتشر شد. از بازیگران آن می‌توان به پیرس برازنان، لسلی-آنه داون، نینا فوخ، و جان مک‌تیرنان اشاره کرد.

## خلاصه داستان
یک انسان‌شناس فرانسوی به لس آنجلس رفته اما توسط ارواح شیطانی یک قبیله منقرض شده‌ای که او کشف کرده تعقیب می‌شود و…